# Laelia brevicornis
Laelia brevicornis är en fjärilsart som beskrevs av Walker 1856. Laelia brevicornis ingår i släktet Laelia och familjen tofsspinnare. Inga underarter finns listade i Catalogue of Life.